# Cruells (Perafita)
Cruells és una masia de Perafita (Lluçanès) inclosa a l'Inventari del Patrimoni Arquitectònic de Catalunya.

## Descripció
Edifici allargat de grans dimensions amb teulada a dues vessants i desaigua a la façana principal. Es poden diferenciar dos cossos. El més gran té petites finestres allindades i en una d'elles hi ha la data 1754. El cos més petit està adossat a la façana sud, té la teulada a un nivell una mica inferior que el cos principal i al primer i segon pis s'obren galeries formades per arcs de mig punt; a la planta baixa hi ha dos arcades fetes de totxana.

## Història
Aquest mas es troba documentat al segle xiv. L'edifici actual és obra del segle xviii. El nom de Cruells perdura encara a Perafita, vinculat amb els Busquets i Mascarella.